# Niels Fuglsang
Niels Fuglsang (født 29. juni 1985) er en dansk socialdemokratisk politiker, der er opvokset i Thy og Næstved. Han er Cand.scient.pol. ved Københavns Universitet og skriver Ph.d. ved Copenhagen Business School om Finansministeriets regnemodeller.
Han fik 29.444 personlige stemmer ved Europa-Parlamentsvalget 26. maj 2019, og fik derved Socialdemokratiets 3. mandat. I sit parlamentariske arbejde fokuserer han særligt på klima, skattely og dyrevelfærd.
I Europa-Parlamentet er han fast medlem af Udvalget om Industri, Forskning og Energi samt af Delegationen for Forbindelserne med Folkerepublikken Kina. Derudover har han en plads i hhv. Økonomi- og Valutaudvalget, Underudvalget om Skatteanliggender, Undersøgelsesudvalget om Beskyttelse af Dyr under Transport samt Delegationen til Det Blandede Parlamentariske Udvalg EU-Tyrkiet.
Fuglsang genopstillede ved Europa-Parlamentsvalget 2024 i Danmark. Han blev valgt ind med 29.155 personlige stemmer. 